# XRI
XRI是可扩展的资源标识符（英语：eXtensible Resource Identifier），XRI是一套与统一资源标志符（URI）兼容的抽象标识符体系（Scheme，如HTTP(S) URI Scheme、XRI Scheme等）和解析（Resolution）的协议，由OASIS组织 （页面存档备份，存于）XRI技术委员会 （页面存档备份，存于）提出。XRI提出的目的，是为了提供一种统一的格式，描述具有域、应用和传输无关性的标识符，使它们可以在任意数量的域和目录之间共享使用。

## XRI文档
- XRI 2.0语法规范 （页面存档备份，存于）
- XRI 2.0解析规范 （页面存档备份，存于）
- XRI 2.0 Metadata规范 （页面存档备份，存于）
- XRI 2.0介绍（草稿） （页面存档备份，存于）
- XRI需求与术语1.0 （页面存档备份，存于）